# Soy tu super star
«Soy tu super star» es el segundo sencillo oficial de la banda sonora de Sueña conmigo, y es interpretada por Eiza González.

## Video
El videoclip comienza con varios fanes esperando una firma de autógrafos, y llega una limusina en la cual va Roxy Pop (Eiza González). Posteriormente muestran a Clara cantando con Control remoto ( Santiago Ramundo, Gastón Soffritti, Felipe Villanueva, Santiago Talledo y Brian Vainberg); también muestran a Roxy bailando con Mily (Sabrina Macchi) y varias fanes, y también a Clara eligiendo varios estilos para su disfraz de Roxy Pop.